# Albert Einstein mit herausgestreckter Zunge
Albert Einstein mit herausgestreckter Zunge wurde am 14. März 1951 in Princeton, New Jersey von dem US-amerikanischen Fotografen Arthur Sasse aufgenommen. Es zeigt den theoretischen Physiker Albert Einstein an seinem 72. Geburtstag, mit nach links zum Fotografen gewendetem Kopf und herausgestreckter Zunge auf der Rückbank einer Limousine, zwischen Frank Aydelotte und dessen Ehefrau Marie. Ein Ausschnitt dieses Fotos ist bis heute eine Medienikone, die vielfach in der Populärkultur verarbeitet wurde.

## Beschreibung
Auf dem mit Schwarzweißfilm aufgenommenen Foto sieht man Albert Einstein in die Kamera schauend. Seine Haare wirken zerzaust, er hat die Augen aufgerissen und zeigt dem Fotografen – oder dem Betrachter – die Zunge. Seine Kleidung, ein Mantel oder Sakko mit dunklem Kragen oder einen dunklen Schal und eine im Ansatz zu erkennende Krawatte auf einem hellen Oberhemd, wirkt förmlich und steht im Gegensatz zum Bildmotiv.

## Hintergrund
Albert Einstein hatte seine wichtigsten wissenschaftlichen Leistungen als theoretischer Physiker zwischen 1905 (Entwicklung der speziellen Relativitätstheorie und drei weitere Arbeiten) und 1915 (Allgemeine Relativitätstheorie) erbracht. 1922 wurde ihm der Nobelpreis für Physik zuerkannt, allerdings für seine Entdeckung des Gesetzes des photoelektrischen Effekts.
Noch vor dem Ende des Ersten Weltkriegs hatte Einstein sich zum Pazifismus bekannt, er war zudem ein früher Gegner des aufkommenden Nationalsozialismus. Diese Haltung, seine Herkunft aus einer jüdischen Familie und seine herausgehobene Position als Vertreter der theoretischen Physik machten Einstein bereits vor der  Machtübernahme der Nationalsozialisten zu einem ihrer Feindbilder.
Im Unterschied zur Ächtung in Deutschland war Einstein in den Vereinigten Staaten als herausragender Wissenschaftler anerkannt. Er lehrte am Institute for Advanced Study, in unmittelbarer Nähe zur Princeton University, die ihm bereits 1921 die Ehrendoktorwürde verliehen hatte. Einstein korrespondierte mit den führenden Wissenschaftlern und Politikern seiner Zeit. Seine Wahrnehmung in der Öffentlichkeit war nicht nur von seiner Gegnerschaft zum Faschismus, sondern auch von seiner angeblichen Mitwirkung am Manhattan-Projekt bestimmt. Andere sahen in ihm einen herausragenden Vertreter des Pazifismus und würdigten seine Unterstützung für Bürgerrechtler in der frühen McCarthy-Ära.
In den Massenmedien wurde Einstein häufig als alter, weltfremder Wissenschaftler dargestellt, ohne irgendeinen Bezug zu seinem wissenschaftlichen Werk herzustellen. Zahlreiche Journalisten waren jedoch bemüht, von Einstein Stellungnahmen zur aktuellen Weltpolitik zu erhalten.

## Der Tag der Aufnahme
Am 14. März 1951 richtete das Institute for Advanced Study in Princeton für Einstein eine Feier zu dessen 72. Geburtstag aus. Auch während dieses Tages wurde er von zahlreichen Fotografen bedrängt. Einstein hingegen war das Aufhebens um seine Person zuwider. Nach dem Lunch verließ Einstein die Feier und hatte bereits im Fond der Limousine von Frank Aydelotte Platz genommen. Aydelotte war von 1939 bis 1947 Leiter des Instituts. Er saß links neben Einstein, rechts saß Marie Aydelotte, die Ehefrau.
Auf die Zurufe seitens der Fotografen, die ein Bild von Einstein in Geburtstagspose aufnehmen wollten, wandte Einstein sich nach links und streckte dem Fotografen Arthur Sasse von der United Press International (UPI) die Zunge heraus.
Seiner letzten Partnerin Johanna Fantowa gegenüber soll Einstein später gesagt haben, dass die Pose seine politischen Anschauungen wiedergebe.

## Original-Abzüge
Die ursprüngliche Aufnahme zeigt Einstein zwischen Aydelotte und seiner Ehefrau im Querformat. Von diesem Bild, das von Sasses Presseagentur zunächst nicht zur Veröffentlichung freigegeben wurde, erbat Einstein Abzüge, die ihm bereitwillig zur Verfügung gestellt wurden.
Von diesen Abzügen fertigte Einstein Ausschnitte, die nur ihn selbst als Porträt im Hochformat ohne das Ehepaar Aydelotte oder nur mit Teilen ihrer Gesichter zeigen. Diese Bildausschnitte schickte er mit Grüßen an Freunde und Bekannte.
Abzüge des Fotos aus dem Besitz von Einstein, mit seiner Unterschrift oder sogar einem Grußwort versehen, sind außerordentlich begehrte Sammlerstücke. Ein Abzug des Bildes, das Einstein zwischen den Aydelottes zeigt, und auf dem sich auf dem linken Rand der eigenhändige Schriftzug A. Einstein 51 befindet, erzielte bei einer Auktion im Jahr 2017 einen Preis von 125.000 US-Dollar.
Ein weiterer Abzug wurde 2025 mit dem Nachlass der Bildhauerin Margaret Sanders (1910–2001) versteigert und für mehr als 330.000 US-Dollar zugeschlagen. Sanders war eine Tochter von Harland D. Sanders, des Gründers der Restaurantkette Kentucky Fried Chicken. Der Abzug zeigt den Bildausschnitt, am rechten Bildrand ist Frank Aydelottes Gesicht zu einem kleinen Teil zu sehen, und der Oberrand trägt die Widmung Dies gilt nur der übrigen Welt. Ihr A. Einstein 51. Der Abzug stammt aus dem Besitz von Einsteins Nachlassverwalter Otto Nathan, dem auch die Widmung gilt. Sanders und Nathan hatten sich in der Library of Congress kennengelernt, als Sanders dort aus privatem Interesse über Einstein recherchierte. Als Nathan Sanders’ Büste von Chief Justice Fred M. Vinson gesehen hatte, kam ihm der Gedanke, Sanders könne auch eine Büste von Einstein anfertigen. Dazu kam es erst nach Einsteins Tod, als Vorlage dienten Fotos aus dem Besitz Nathans und aus dem Nachlass Einsteins. Der Abzug von Einsteins Zungenfoto könnte Sanders als Dank für ihre Arbeit überlassen worden sein.

## Populärkultur

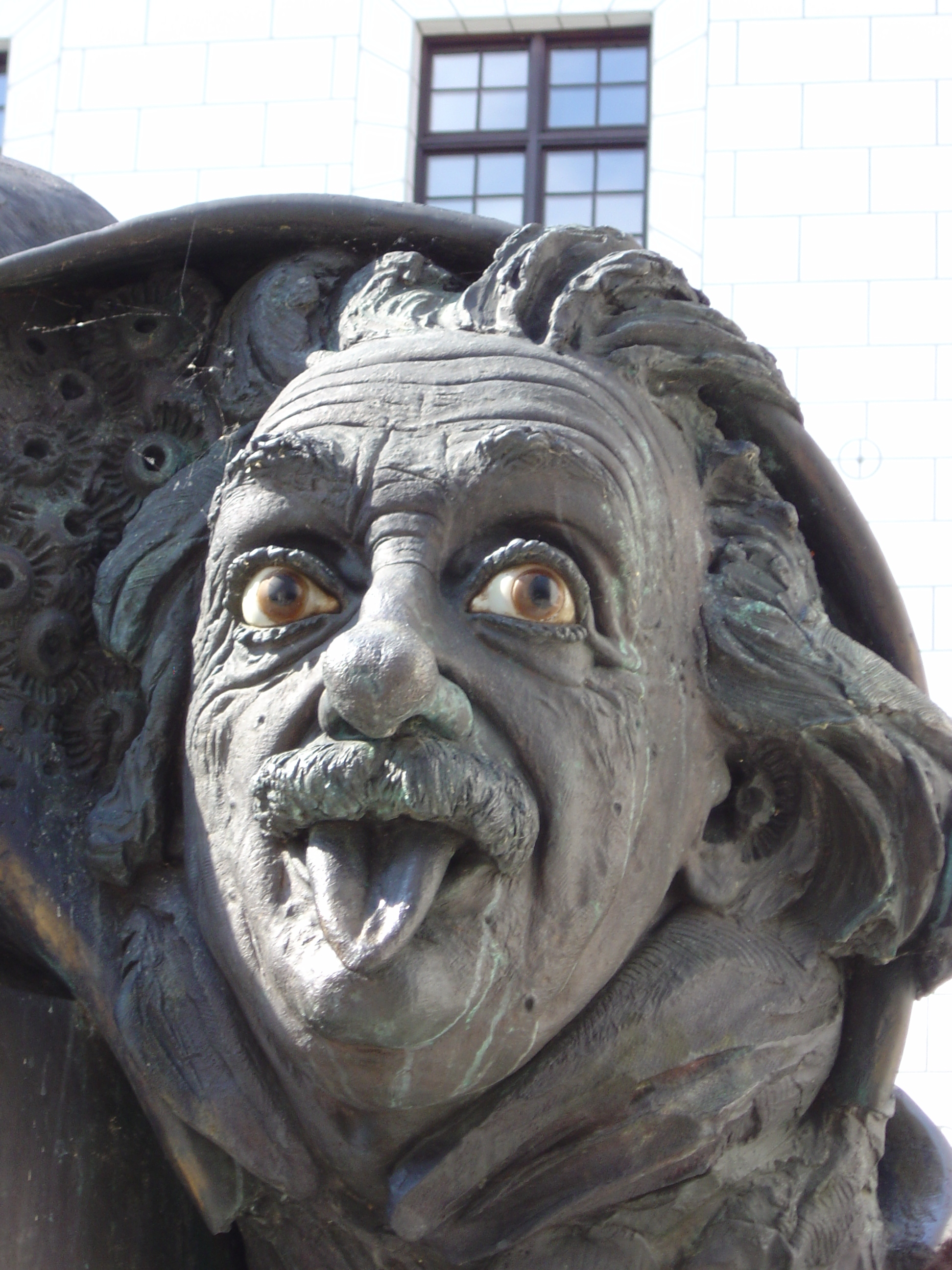
Einstein-Brunnen in Ulm

Das Foto in der auf Einsteins Porträt reduzierten Version ist zur Medienikone geworden, die Einsteins öffentliche Wahrnehmung bei den nachfolgenden Generationen nachhaltig geprägt hat.
Neben Reproduktionen auf Postkarten, T-Shirts, Kaffeetassen und ähnlichen Memorabilien gab und gibt es zahlreiche künstlerische Bearbeitungen.
Ein Beispiel ist der von dem deutschen Bildhauer Jürgen Goertz Anfang der 1980er Jahre geschaffene und in Einsteins früherer Heimatstadt Ulm aufgestellte Einstein-Brunnen. Er zeigt die plastische Wiedergabe des Fotoausschnitts. Auf einem Panel des 2017 erschienen Bands Das gelobte Land aus der belgischen Comicreihe Lucky Luke wird ein Junge namens Albert mit herausgestreckter Zunge gezeigt.